# Yevgeny Nikolajevitsj Grigoryev (politicus)
Yevgeny Nikolayevich Grigoryev (Russisch: Yevgeny Nikolayevich Grigoryev) (5 oktober 1985 Diring, Churapchinsky district, Yakutian ASSR, SFSR, Sovjet-Unie) is sinds 2 april 2021 het hoofd van het stadsdistrict van de stad Yakutsk. Hij is lid van de partij Verenigd Rusland.

## Leven
Van moederskant is Jevgeni Nikolajevitsj een verre verwant van de schrijver en dichter Aleksej Koelakovsky . De ouders, Anna Savwitschna en Nikolai Semyonovich, ontmoetten elkaar tijdens hun studententijd in Tomsk . De vader komt uit Wiljoesk en de moeder uit het district Tsjoeratsjinski. Ze komen allebei uit een groot gezin (elk elf kinderen).
In 2008 studeerde hij af aan de Technische Staatsuniversiteit van Moskou, vernoemd naar NE Bauman, met een diploma in organisatiemanagement, gespecialiseerd in de regulering van economische middelen door de staat. In 2015 studeerde hij af aan de Moskouse Staatsuniversiteit voor Rechten, vernoemd naar OE Kutafin, met een bachelordiploma in de rechtsgeleerdheid. In 2016 studeerde hij af aan de Russische Academie voor Nationale Economie en Openbaar Bestuur.
In 2017 werd hij benoemd tot directeur projectmanagement van de GAU DPO Hogeschool voor Innovatief Management onder het hoofd van de Republiek Sacha (Jakoetië) . In 2018 werd hij benoemd tot algemeen directeur van het OO MSZ Agentschap voor Territoriale Ontwikkeling van de stad Jakoetsk . In 2019 werd hij benoemd tot plaatsvervangend hoofd van de stad Jakoetsk voor Territoriale Ontwikkeling. In 2021 werd hij benoemd tot eerste adjunct-hoofd van de stad Jakoetsk, verantwoordelijk voor Territoriale Ontwikkeling. Op 2 april 2021 werd hij benoemd tot waarnemend hoofd van de regio Jakoetsk, en in datzelfde jaar werd hij verkozen tot hoofd van het stadsdistrict Jakoetsk.